# باباين
باباين (بالإنجليزية:papain) هو أنزيم يساعد على إذابة خلايا الجلد الميت ويساعد أيضا على هضم البروتينات. وتوجد كبسولات لهذا الإنزيم papain للمساعدة على الهضم ومن الأفضل الحصول عليه بأخذ فاكهة أو مع السلطة. كذلك يستخدم مستخلص أنزيم papain في عملية طهي اللحوم لأنه يساعد على تطرية اللحوم الصلبة أو الصعبة النضج meat tenderizer وهو ما يعرف تعتيق اللحوم. وانزيم papain يتوفر بصورة أكبر في البابايا عندما تكون غير ناضجة وفي هذه الحالة يتم استخراج هذا الإنزيم منه.
ويسهل الحصول عليه من تجريح ثمار خضراء غير ناضجة أو السيقان والأوراق.
- قام الباحث الروسي (تشودنوفسكي) بدراسة نشرت عام (1985م) باستعمال أنزيم (البابين) المستخلص من الأناناس لعلاج مشاكل انزلاق غضروف الرقبة؛ حيث أجرى الدراسة على مجموعة من المرضى باستخدام حقن (البابين) داخل الديسك؛ فكانت النتائج العاجلة والآجلة هي تحسُّن (74%) من المرضى.